# Jean-Joseph Cassanéa de Mondonville
Pour les articles homonymes, voir Mondonville (homonymie).

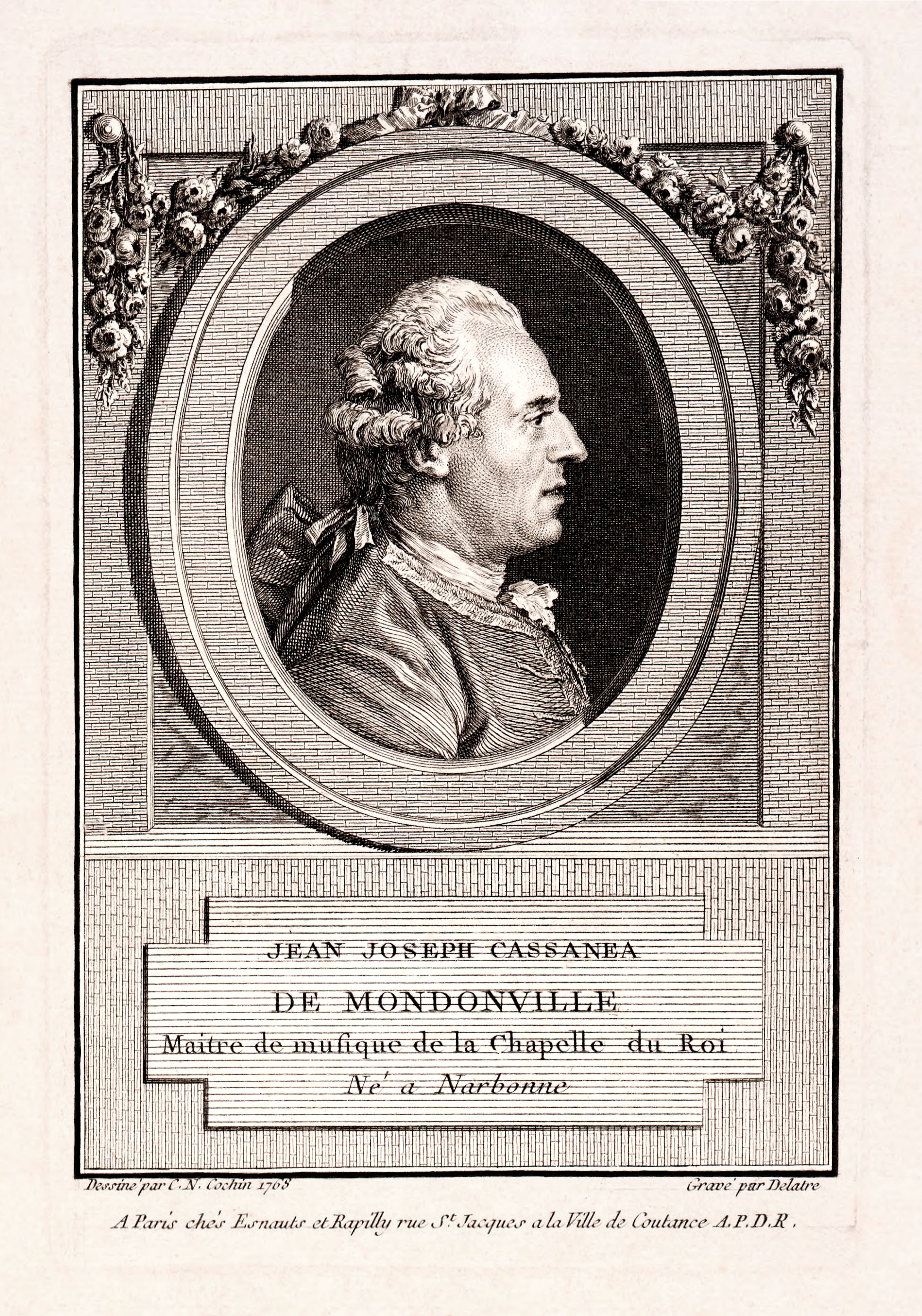
Jean-Joseph Cassanéa de Mondonville par Charles-Nicolas Cochin et Delatre.

Jean-Joseph Cassanéa de Mondonville, baptisé à Narbonne le 25 décembre 1711 et mort à Belleville (Paris) le 8 octobre 1772, est un compositeur, violoniste et chef d'orchestre français.

## Biographie
Bien qu'appartenant à une génération ultérieure, Mondonville est contemporain de Jean-Philippe Rameau. Il naît dans une famille aristocratique occitane qui a connu des revers de fortune. Entre 1735 et 1737, on le trouve comme maître des violonistes aux « concerts de Lille ». Il s'installe à Paris en 1738 et est engagé, grâce à la protection de Madame de Pompadour, comme violoniste au Concert Spirituel.
Pendant les années 1740, il poursuit sa carrière de violoniste, même si le motet Venite exultemus Domino, publié en 1740, lui vaut le poste de sous-maître de musique de la Chapelle, précisément du quartier du mois de juillet. En 1747, il épouse Anne-Jeanne Boucon, claveciniste célèbre à qui Rameau avait dédié en 1741 une de ses pièces de clavecin en concert, œuvre qui reprenait une formule mise au point par Mondonville lui-même dès son opus III en 1734.
Dans la querelle des Bouffons (1752 à 1754), il prend le parti de la musique française. Sa pastorale héroïque Titon et l'Aurore, dont la première a lieu le 9 janvier 1753 à l'Académie royale de musique, est un événement important destiné à imposer la supériorité de la tragédie lyrique française. Pourtant, l'année suivante, Mondonville compose le livret et la musique de son opéra en occitan, Daphnis et Alcimadure, où, par des emprunts à différents intermèdes italiens représentés en France à la même époque, se perçoit nettement l'influence du style italien.
Entre 1734 et 1755, il compose 17 grands motets, dont seules neuf partitions nous sont parvenues. La musique de Mondonville se caractérise par son inventivité et son expressivité. On peut citer la lenteur hiératique du Dominus regnavit, l'impétuosité du Elevaverunt flumina et le lyrisme du Gloria patri dans le même motet (Dominus regnavit), ou bien le modernisme fougueux du verset Jordanis conversus est retrorsum dans le motet In exitu Israel. Grâce à une grande maîtrise orchestrale et vocale, Mondonville apporte au genre du grand motet — genre dominant du répertoire de la Chapelle royale jusqu'à la Révolution — une couleur, un dramatisme inhabituel, qui font de ses œuvres des créations remarquables de la musique baroque.
En 1755, après la mort de Pancrace Royer, Mondonville le remplace au titre de directeur du Concert Spirituel jusqu'en 1762.

## Œuvres

### Musique de chambre
- Sonates pour violon et basse continue (1733), op.1
- (6) Sonates en trio pour deux Violons avec la basse continue Œuvre Second, Dédiées à Monsieur le Marquis de la Bourdonnaye, gravées par Le Duc (1734) op.2
- Les Sons harmoniques, sonates pour violon et basse continue op.4 (1738). La préface contient les premières sources écrites du jeu d'harmoniques (Paris et Lille)
- Concerto pour violon (1739), perdu
- Concert de violon avec chant (1747), perdu
- Concert de violon avec voix, orchestre et chœurs (1752), perdu
- Concert à 3 chœurs (1738), perdu

### Musique pour clavier
- Pièces de clavecin en sonates avec accompagnement de violon op. 3 (transformées une décennie plus tard en 6 Sonates en Symphonies) (1734)
- Pièces de clavecin avec voix et/ou violon op. 5 (1748)

### Opéras
- Isbé (1742), pastorale héroïque en un prologue et cinq actes
- Titon et l'Aurore (1753), pastorale héroïque en un prologue et trois actes
- Daphnis et Alcimadure (1754), pastorale languedocienne en un prologue et trois actes
- Les Fêtes de Paphos (1758), opéra-ballet en trois entrées
- Thésée (1765), tragédie lyrique en cinq actes sur un livret de Philippe Quinault, musique perdue

### Oratorios
- Les Israélites à la montagne d'Horeb, (1758), perdu
- Les Fureurs de Saül  (1759), perdu
- Les Titans, (1760), perdu

### Ballets
- Bacchus et Erigone, ballet en un acte, livret de Charles-Antoine Leclerc de La Bruère, Versailles, Théâtre des petits appartements, 21 mars 1748 (utilisé comme acte 2 des derniers Les Fêtes de Paphos)
- Les Projets de l'Amour, opéra-ballet en 3 entrées-livret de l'abbé de Voissenon, "L'Hymen et l'Amour", "Jupiter et Calisto", "Mirzele", dansé à l'Opéra du château de Versailles le 29 mai 1771, musique perdue
- Le Carnaval du Parnasse (1749), ballet-héroïque en 1 prologue et 3 actes
- Vénus et Adonis (1752), ballet-héroïque en 1 acte (utilisé comme acte 1 des derniers Les Fêtes de Paphos)

### Grands Motets
Parmi les 17 grands motets composés par Mondonville, seuls neuf nous sont parvenus :
- Dominus regnavit (Psaume XCVI) (1734)
- Jubilate Deo (Psaume XCIX) (1734)
- Magnus Dominus (Psaume XLVII) (1734)
- Cantate domino (Psaume CXLIX) (1742)
- Venite exultemus (Psaume XCIV) (1743)
- Nisi Dominus (Psaume CXXVI) (1743)
- De profundis (Psaume CXXIX) (1748)
- Cœli enarrant (Psaume XVIII) (1750)
- In exitu Israel (Psaume CXIII) (1753)

### Petits motets
- Regina coeli
- Simulacra gentium
- Regna terrae
- In decachordo psalterio
- Benefac Domine bonis
- In Domino laudabitur anima mea
- Laudate Dominum quia bonus
- Paratum cor meum... et psalmum
- Protector meus et in ipso
- Quare tristis es... et quare conturbas
- Venite
- Spera in Deo quoniam adhuc

## Discographie
Depuis 2016, toute la musique sacrée existante de Mondonville a été enregistrée et, depuis 2024, toute la musique lyrique/dramatique existante a également été enregistrée.

### Les motets
- Grand motet : Cantate Domino, Chorale des Jeunesses Musicales de France, Orchestre Jean-François Paillard, dir. Louis Martini, Erato (1963)
- Grand motets : Venite exultemus, Dominus regnavit, Ensemble Regional "A Coeur Joie", Ensemble "Adam de la Halle" d'Arras, Orchestre De Chambre Jean-François Paillard, dir. Jean-François Paillard, Erato (1981)
- Grands motets : Venite exultemus ; De profundis. Petits motets : Regna terrae ; In decachordo psaltorio ;  Benefac Domine, London Baroque, New College Oxford Choir, dir. Edward Higginbottom, 1 CD Hyperion (1988) (OCLC 517682353) ; réédition, 1 CD Hyperion, coll. « Helios » (2000) (OCLC 50117510)
- Grands motets : Dominus regnavit, In exitu Israël, De profundis, Les Arts florissants, dir. William Christie, 1 CD Erato (1997) (OCLC 255380558)
- Grand motets : Coeli enarrant, Venite Exultemus, Jubilate Deo, Chantres de la Chapelle, Ensemble baroque de Limoges, dir. Christophe Coin, (1 CD Auvidis Astrée (1997)
- Grand motet : Nisi Dominus, Le Parnasse Français, dir. Louis Castelain, Disponible uniquement sur YouTube (2003)[5]
- Grand motet : Dominus regnavit, Tafelmusik, dir. Ivars Taurins, CBC Records (2007)
- Grands motets : Cantate Domino, Magnus Dominus, De profundis, Nisi Dominus, Purcell Choir, Orfeo Orchestra, dir. Gyögy Vashegyi, Glossa (2016)
- Grands motets : In exitu Israël, Dominus Regnavit, Coeli enarrant, Chœur & Orchestre Marguerite Louise, dir. Gaétan Jarry, Château de Versailles Spectacles (2022)
- Grand motet : In exitu Israël, Le Concert d’Astrée, dir. Emmanuelle Haïm, Warner Classics (2023)

### Musiques instrumentales (Liste Incomplète)
- Pièces de clavecin en sonates avec accompagnement de violon, œuvre 3, Florence Malgoire (violon), Christophe Rousset, clavecin, 1 CD Verany (1990)
- Six sonates en symphonie, op. 3, Les Musiciens du Louvre, dir. Marc Minkowski, 1 CD Archiv Produktion (1998) (OCLC 956264542) ; réédition, 1 CD Archiv Produktion coll. « Blue » (2003) (OCLC 724831406)
- Pièces de clavecin avec voix ou violon, op. 5, Luc Beauséjour, Shannon Mercer, Hélène Plouffe, 1 CD Analekta (2008) (OCLC 705324011)
- Sonates en trio, opus 2, Ensemble Diderot, Johannes Pramsohler, violon, Audax (2016)

### Œuvres lyriques
- Daphnis et Alcimadure (Abrégé), Orquèstre e Còrs del Teatre de Montpelhièr, dir. Louis Bertholon, Ventadorn (1981)
- Titon et l'Aurore, Ensemble Vocal Françoise Herr, Les Musiciens du Louvre, dir. Marc Minkowski, 2 CD Erato (1992) (OCLC 39039271)
- Les Fêtes de Paphos, Choeur de Chambre Accentus, Les Talens Lyriques, dir. Christophe Rousset, 3 CD L'Oiseau-Lyre (1997)
- Isbé, Purcell Choir, Orfeo Orchestra, dir. György Vashegyi, Glossa (2017)
- Titon et l'Aurore, Les Arts Florissants, dir. William Christie, Naxos DVD (2021)
- Daphnis et Alcimadure (Opera complet), Orchestre Baroque de Montauban, Ensemble Les Passions, dir. Jean-Marc Andrieu, 2 CD Ligia Digital (2023)
- Le carnaval du Parnasse, Les Ambassadeurs - La Grande Écurie, Choeur de Chambre de Namur, dir. Alexis Kossenko, Château de Versailles Spectacles (2024)

## Hommages
- Il existe depuis 1994 une « rue Mondonville », située dans le 20e arrondissement de Paris, plus précisément dans le quartier Saint-Fargeau et le lotissement « Campagne à Paris ». Ainsi que dans la commune de Balma.